# Rolando Carlen
Rolando Adrián Carlen (Santa Fe, 11 de noviembre de 1966) es un exfutbolista y actual director técnico argentino. Jugaba como delantero y su primer equipo fue Unión de Santa Fe. Su último club antes de retirarse fue Argentino Quilmes. Actualmente se encuentra sin club.

## Trayectoria

### Como jugador
Como jugador, Roly hizo inferiores en el club La Salle Jobson de la Liga Santafesina. Desde 1986 y hasta 1988 integró el plantel profesional de Unión de Santa Fe. Entre 1989 y 1990 jugó en Guaraní Antonio Franco. En 1991 es transferido al America United de Canadá y en 1992 pasó al Toronto Internacional del mismo país. En 1993 regresa a Argentina para terminar su carrera como futbolista en Argentino Quilmes de Rafaela, donde jugó hasta 1996.

### Como entrenador
En 1997 comienza su carrera como entrenador dando los primeros pasos en la Liga Santafesina, donde dirige durante 1997 y 1998 a Ateneo Inmaculada, consiguiendo el ascenso a la máxima categoría liguista. El siguiente paso dentro de su carrera fue en la Liga Esperancina dirigiendo a Atlético Pilar, donde logra el subcampeonato en 1999 y el campeonato en el 2000.
En 2005 fue auxiliar de la dupla técnica Pizzi-Del Solar en Colón de Santa Fe de la Primera División. Al año siguiente continuó como ladero de Juan Antonio Pizzi en su experiencia al mando de Universidad de San Martín de Perú. En 2007 asumió como entrenador de Gimnasia y Esgrima de Ciudadela en el Torneo Argentino B, consiguiendo salvar al equipo del descenso; se mantuvo en el cargo hasta 2008 cuando presentó la renuncia debido a los malos resultados. Ese mismo año regresó a Colón para trabajar en las divisiones inferiores y en 2011 pasó a ser el ayudante de campo de Mario Sciacqua en el plantel profesional. Al mismo tiempo tuvo la chance de dirigir la Reserva y al equipo de Liga Santafesina.
En 2012 fue convocado nuevamente por Juan Antonio Pizzi para integrar su cuerpo técnico en San Lorenzo de Almagro, donde consiguen el título en el Torneo Inicial 2013. Tras este logro abandonan el club tras recibir una oferta del Valencia de España. Al año siguiente todo el cuerpo técnico es contratado por el León de México.
Desde febrero de 2016 y hasta octubre de 2017 trabajó como auxiliar en la Selección de Chile, obteniendo la Copa América Centenario disputada en Estados Unidos tras derrotar en la final a la Selección Argentina, logrando además el derecho a participar por primera vez en la historia del fútbol chileno de la Copa FIFA Confederaciones que se jugó en Rusia. En dicha competencia La Roja fue subcampeona tras caer en la final ante Alemania.
Tras la salida de Edgardo Bauza, la Federación de Fútbol de Arabia Saudita decidió contratar a Juan Antonio Pizzi como entrenador del seleccionado y nuevamente Carlen formó parte del cuerpo técnico como uno de sus ayudantes. Allí tuvieron la chance de dirigir al combinado saudí en la Copa Mundial de Fútbol de 2018 que se llevó a cabo en Rusia.
Luego de un fugaz segundo paso por San Lorenzo de Almagro junto a Pizzi donde los resultados no fueron los esperados, Carlen decidió retomar su carrera como entrenador en solitario y en los primeros días de 2021 asumió la dirección técnica de Cerro, equipo de la Primera División de Uruguay, en cerro el entrenador argentino logró desplegar un gran juego,llamando la atención de las personas del medio por el futbol ofensivo y asociativo que realizó cerro. Terminada la temporada decide no continuar, trasladandose a un club muy querido por el como Boca unidos para darles un mano en un momento complicado del club, a los pocos partidos por falta de pago decide salir y tocar al histórico Ben Hur de Rafaela, en el torneo federal Argentino logra realizar una temporada histórica para el club, sacan el 75% de los puntos, siendo campeón del torneo apertura.

## Clubes

### Como jugador
| Club                   | País      | Año       |
| ---------------------- | --------- | --------- |
| Unión de Santa Fe      | Argentina | 1986-1988 |
| Guaraní Antonio Franco | Argentina | 1989-1990 |
| America United         | Canadá    | 1991      |
| Toronto International  | Canadá    | 1992-1993 |
| Argentino Quilmes      | Argentina | 1993-1996 |

### Como asistente técnico
| Club                        | País           | Año         | Asistente de       |
| --------------------------- | -------------- | ----------- | ------------------ |
| Colón de Santa Fe           | Argentina      | 2005        | Juan Antonio Pizzi |
| Universidad de San Martín   | Perú           | 2006        | Juan Antonio Pizzi |
| Colón de Santa Fe           | Argentina      | 2011 - 2012 | Mario Sciacqua     |
| San Lorenzo de Almagro      | Argentina      | 2012 - 2013 | Juan Antonio Pizzi |
| Valencia                    | España         | 2014        | Juan Antonio Pizzi |
| León                        | México         | 2015        | Juan Antonio Pizzi |
| Selección de Chile          | Chile          | 2016 - 2017 | Juan Antonio Pizzi |
| Selección de Arabia Saudita | Arabia Saudita | 2018 - 2019 | Juan Antonio Pizzi |
| San Lorenzo de Almagro      | Argentina      | 2019        | Juan Antonio Pizzi |

### Como entrenador
| Club                            | País      | Año         |
| ------------------------------- | --------- | ----------- |
| Ateneo Inmaculada               | Argentina | 1997-1998   |
| Atlético Pilar                  | Argentina | 1999 - 2001 |
| Gimnasia y Esgrima de Ciudadela | Argentina | 2007 - 2008 |
| Cerro                           | Uruguay   | 2021        |
| Boca Unidos                     | Argentina | 2022        |
| Ben Hur                         | Argentina | 2023        |
| Gualberto Villarroel            | Bolivia   | 2024        |
| Guabirá                         | Bolivia   | 2025        |